# 米山镇 (威海市)
米山镇，是中华人民共和国山東省威海市文登区下辖的一个镇，位于文登区西郊。

## 历史
原名“蜜山”。1962年5月，属米山人民公社。1984年3月，改设米山乡。1989年3月，改设为米山镇。

## 行政区划
米山镇下辖以下地区：
东下庄村、耩南庄村、东铺头村、西铺头村、长耩村、西下庄村、新上庄村、新福庄村、南古场村、西古场村、中古场村、东古场村、范家屯村、新发庄村、下铺子村、草场村、黑石屯村、垛夼村、南崮头村、曲家庵村、米山村、横口村、南郑格庄村、北郑格庄村、长山村、东石硼村、西石硼村、岭上村、大山前村、小山前村、山西头村、西山后村、中山后村、后山后村、东山后村、大耩村、小耩村、姜格村、耩北头村、鸭子夼村、陈家屯村、佛东夼村、郭格庄村和老埠村。